# Doi Toshikatsu
Doi Toshikatsu (土井 利勝?   1573-1644) fue un daimyō japonés y uno de los principales funcionarios durante las primeras décadas del shogunato Tokugawa, así como uno de los consejeros del shōgun Tokugawa Hidetada, hijo de Ieyasu.

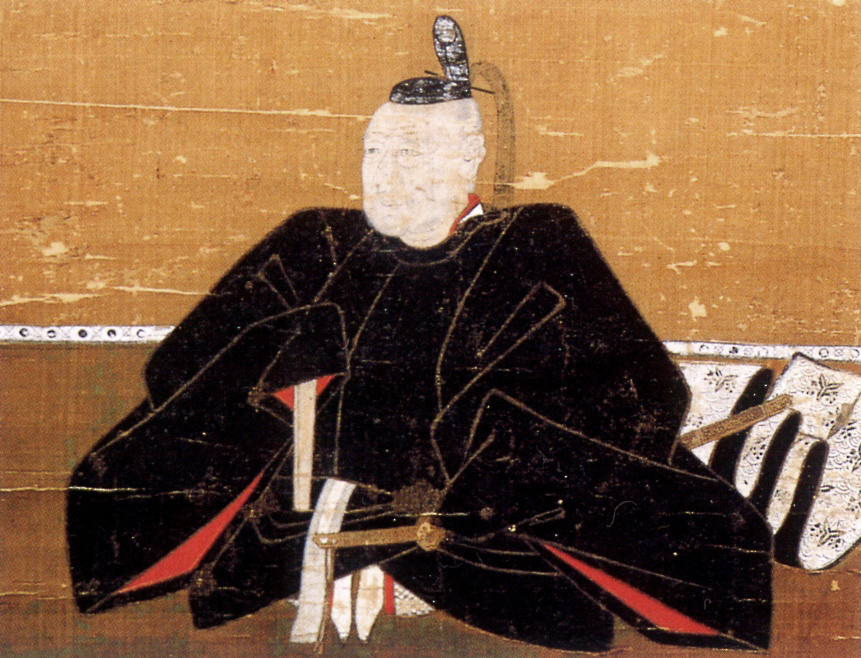
Doi Toshikatsu.

Doi Tashikatsu fue hijo de Mizuno Nobumoto y adoptado por Doi Toshimasa. Fungió como uno de los principales consejeros de Tokugawa Hidetada por muchos años y jugó un papel importante en la comunicación y la observación de la implementación de sus políticas a lo largo del país.
Seis años después de la muerte de Hidetada, fue nombrado Tairō (大老?   lit.gran anciano) así como daimyō del Dominio de Koga (valuado en 160.000 koku), por Tokugawa Iemitsu. 
Su ejército fue conocido como «el regimiento amarillo» (ki sonae), debido al color predominante en sus banderas.